# Abborrasjön (Kyrkhults socken, Blekinge, 624812-142071)
Abborrasjön är en sjö i Olofströms kommun i Blekinge och ingår i Skräbeåns huvudavrinningsområde.